# Rannersdorf (Eichendorf)
Rannersdorf (früher Ranoltesdorf und im 13. Jahrhundert Reynolstorf oder Reinolstorf, im 18. Jahrhundert wohl auch Rambstorff) ist ein Gemeindeteil des Marktes Eichendorf im bayerischen Landkreis Dingolfing-Landau.

## Lage
Rannersdorf ist ein Kirchdorf im Vilstal, 6,7 Kilometer westlich von Eichendorf in der Gemarkung Exing.

## Ortsgeschichte

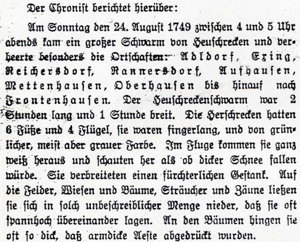
Bericht über den Heuschreckenschwarm vom 24. August 1749 im Vilstal in der Vilstaler und Arnstorfer Zeitung vom 1. Dezember 1929

Am 30. Dezember 1252 überließ Abt Hermann für die Dauer seiner Amtszeit dem Konvent des Zisterzienserklosters Aldersbach die Fischerei in Rannersdorf, damit die Mönche zu bestimmten Feiertagen eine Pitanz hatten, das heißt, damit sie an den Patronatsfesten des heiligen Mauritius und des seligen Gotthard genügend Fisch zu essen bekamen.
Der Bischof von Passau vergab im 13. Jahrhundert ein Lehen in Rannersdorf an Albero Waller (um 1245–1278) oder seine Familienangehörigen Otto und Ulrich Waller.
Am Sonntag, den 24. August 1749 überfiel ein großer Heuschreckenschwarm das Gebiet um Rannersdorf. Die Heuschrecken hatten eine grün-graue Färbung, erschienen aber während des Flugs weiß wie dicker Schnee. Sie lagen stellenweise bis zu 20 cm übereinander und verbreiteten einen fürchterlichen Gestank. Nach drei Tagen flog der Schwarm Richtung Dingolfing weiter.
Im Sommer 1962 führte tagelanger Regen zu einem außerordentlichen Hochwasser der Vils. In Rannersdorf lief das Wasser in die Häuser, überflutete die Felder und Wiesen und machte so die bevorstehende Heuernte zunichte.
Am 28. bis 29. Januar 2008 kam es nachts gegen 23.45 Uhr bei einem Brand einer etwa 150 × 50 Meter großen neu errichteten Lagerhalle zu einem Schaden von mehreren Millionen Euro. Trotz massiven Feuerwehreinsatzes brannte die Halle bis auf die Grundmauern nieder. Ein Übergreifen auf weitere Gebäude konnte jedoch verhindert werden. Auf dem Dach der Halle befand sich eine großflächige Photovoltaikanlage.

## Historische Hausnamen
Folgende landwirtschaftliche Betriebe nahmen um 1900 eine führende Stellung ein:
- Thalhauser’sches Gutsanwesen mit Wohnhaus, Maschinen- und Geräteremisen, Stallungen und Scheunen (Vierseithof, siehe unten)
- Geitmeierhof
- Obermeirhof
- Denkhof

## Katholische Kirche St. Jakobus der Ältere
Die katholische Kirche St. Jakobus der Ältere ist eine Nebenkirche von Exing. Die kleine, verputzte mittelalterliche Kirche im ursprünglich romanischen Stil wurde durch Erhöhung sowie östliche und westliche Erweiterungen stark verändert, zuletzt 1886 und 1903. Sie wurde 1912 restauriert und steht unter Denkmalschutz.
Der Chor ist eingezogen, d. h., er ist schmäler als das Langhaus und ebenfalls flach gedeckt. Der Chorbogen und die modernen Fenster sind rundbogig. Südlich am Chor gibt es eine Sakristei. Die Kirche wird von einem quadratischen Nordturm überragt, der in das Schiff einspringt. Der Turm hat einen barocken, achtseitigen Aufsatz mit schindelgedeckter Kuppel, östlich am Turm steht ein kleiner Anbau.
Am nördlichen Seitenaltar stehen zwei barocke Seitenfiguren. Außerdem gibt es mehrere Holzfiguren, ein Chorbogenkruzifix und eine Rosenkranzmadonna aus der Barockzeit.

## Vierseithof

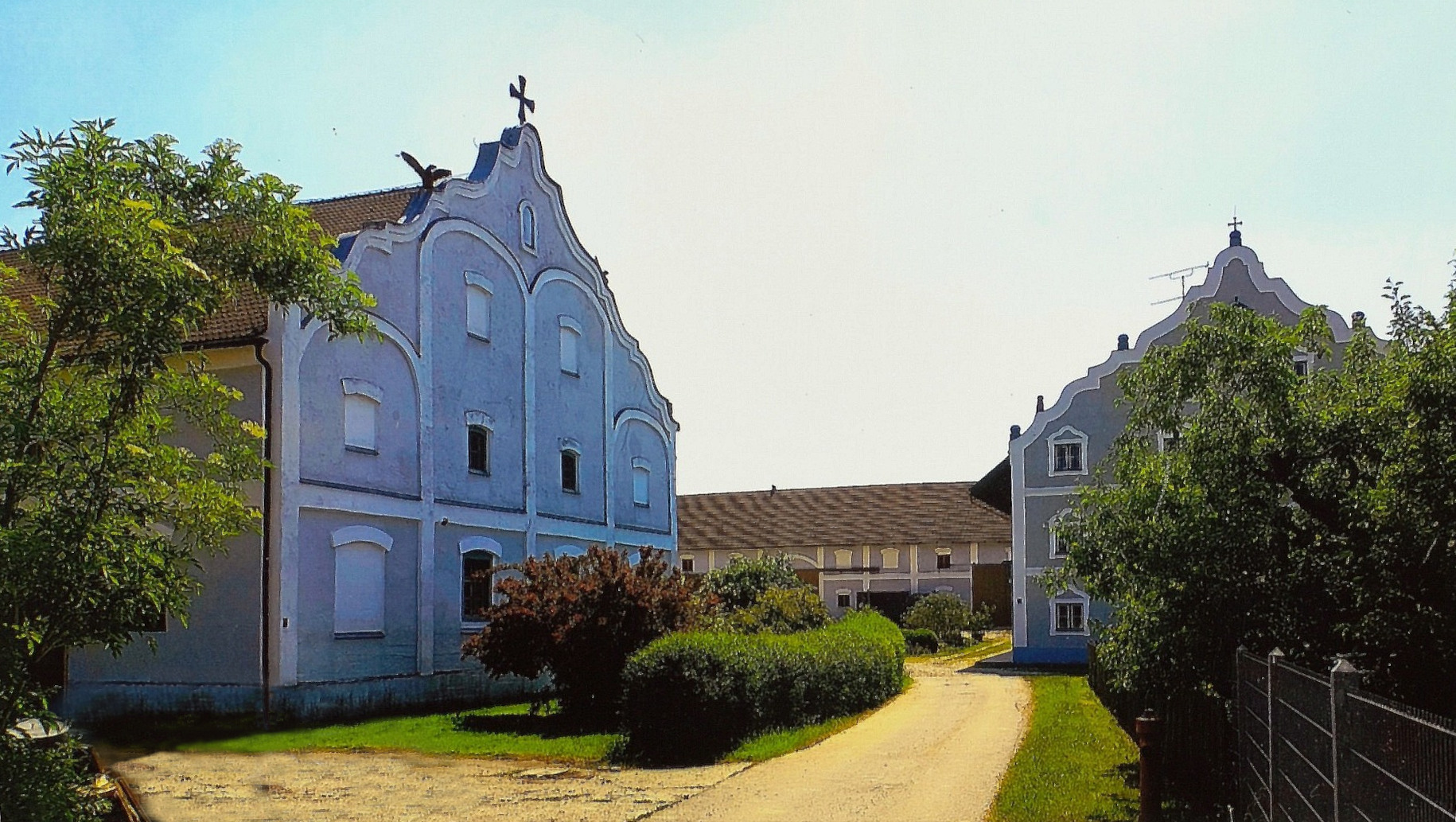
Vierseithof in Rannersdorf, 2017

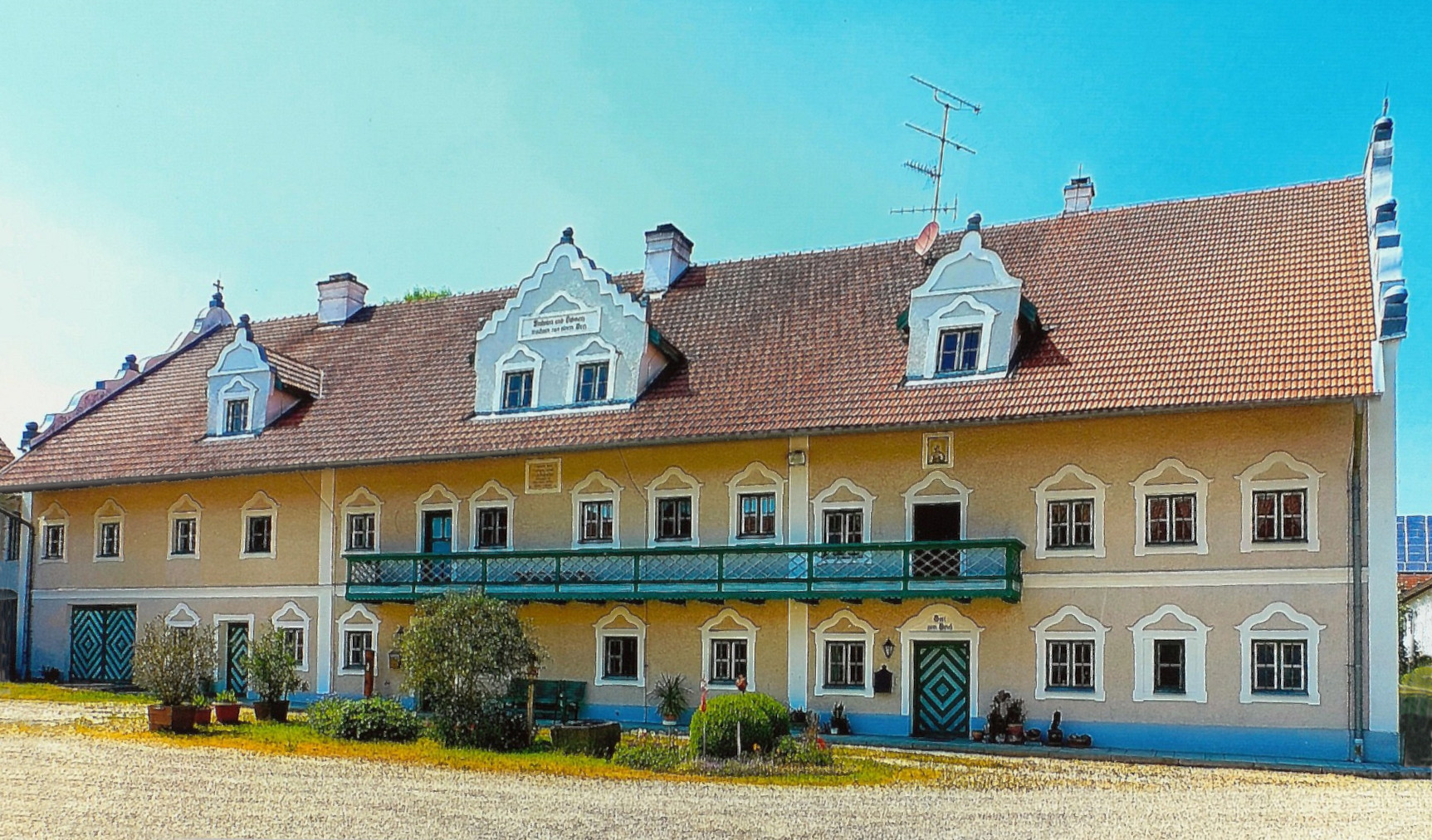
Herrschaftsgebäude des Vierseithofs in Rannersdorf, 2017

Mitte des 17. Jahrhunderts wurde ganz aus Holz der Vierseithof erbaut. Im 18. Jahrhundert brannte einer der Baukörper nieder. Die damaligen Besitzer Thalhauser rissen alle Gebäude ab und errichteten sie neu als Steingebäude. Im Jahr 1914 wurde der Hof im neobarocken Stil restauriert. Dabei erhielt er die umfangreichen Fassadengliederungen einschließlich der Schweifgiebel. Die Gebäude wurden 1973 unter Denkmalschutz gestellt und werden in der Liste der Baudenkmäler in Eichendorf beschrieben. Das Wohnhaus wurde von 1986 bis 1990 mit Unterstützung des Landesamtes für Denkmalpflege renoviert. Es ist sehr geräumig, mehrstöckig, hat 80 Fenster und enthält innen noch sehr viele alte Gegenstände und Möbel. Die Länge des Hauses beträgt 35 m, die Nebengebäude sind 50 m und 70 m lang.

## Orts- und Bevölkerungsentwicklung
Rannersdorf hatte um 1866 bereits 16 Häuser und die dem heiligen Jakobus geweihte Filialkirche. Um 1871 lebten dort 98 Einwohner. In der Nachkriegszeit des Zweiten Weltkriegs verdoppelte sich die Bevölkerung auf 193 Einwohner. Bei der Volkszählung von 1987 gab es 105 Einwohner in 35 Wohngebäuden.
| Jahr      | 1871 | 1925 | 1950 | 1970 | 1987 |
| Einwohner | 98   | 99   | 193  | 113  | 105  |

## Biotopkomplex Rannersdorf
Im Biotopkomplex Rannersdorf sind entlang der Vils in den Abschnitten von Vilsheim-Reichersdorf über Rannersdorf bis Prunn zwei Amphibienarten (Frösche, Kröten), fünf Reptilienarten (z. B. Eidechsen) und zwei Vogelarten, deren Lebensraumansprüche das Ziel von Maßnahmen sind, vom Wasserwirtschaftsamt Landshut amtlich erfasst.

## Sondergebiet Erneuerbare Energie Rannersdorf
Das Sondergebiet Erneuerbare Energie Rannersdorf ist eine 2009 im Bebauungsplan mit integrierter Grünordnung ausgewiesene Fläche von 23.000 m², auf der eine Biogasanlage errichtet wurde, um die Leistung einer bestehenden Biogasanlage von 500 kW auf 717 kW zu erhöhen.